# Bombni napad na hotel Serena v Quetti
21. aprila 2021 je avtomobilska bomba ubila najmanj 5 ljudi in poškodovala še 7 ljudi pred hotelom Serena v Quetti v Pakistanu. Eksplozija se je zgodila na hotelskem parkirišču. Odgovornost za napad so prevzeli pakistanski talibani ter dejali, da je bil napad samomorilski.
Prvotni napadi so poročali, da je bil cilj napada kitajski amabasador.